# Rembrandt (film, 1940)
Pour les articles homonymes, voir Rembrandt (homonymie).
Pour plus de détails, voir Fiche technique et Distribution.
Rembrandt est un film néerlandais réalisé par Gerard Rutten et sorti en 1940. C'est un film biographique sur le peintre Rembrandt adapté du roman Rembrandt de Theun de Vries.
Tourné clandestinement pendant la Seconde Guerre mondiale, ce film a été confisqué par les Allemands. Il est désormais considéré comme perdu.

## Fiche technique
- Titre : Rembrandt
- Réalisation : Gerard Rutten
- Scénario : Gerard Rutten, d'après le roman Rembrandt de Theun de Vries
- Production : Theo Güsten
- Photographie : Andor von Barsy
- Pays d'origine :  Pays-Bas

## Distribution
- Anny de Lange
- Jan de Vrij
- Paul Meyer
- Guus Verstraete
- Jules Verstraete